# Josep Seguí Díaz
Josep Seguí Díaz (Maó, 1961) és un advocat i polític menorquí, senador per Menorca en la VII i VIII Legislatures 
Llicenciat en dret, el 1987 va obtenir un màster en Assessoria Jurídica d'empresa per l'IESE de Madrid. Ha exercit el dret en el Col·legi d'Advocats de Balears, però també en els de Madrid i Barcelona.
Ha estat president de Foment del Turisme de Menorca (1997-2000) i de la Fundació Turística i Cultural de les Illes Balears (Fundatur-Balears) (1999-2000). Militant del Partit Popular, va ser conseller del Consell Insular de Menorca des de 2003 fins a la seva renúncia el 7 d'octubre de 2008. Endemés, ha estat escollit senador per Menorca a les eleccions generals espanyoles de 2000 i 2004. Ha estat membre de la Diputació Permanent del Senat d'Espanya i president de la Comissió d'Economia, Comerç i Turisme (2000-2004).